# وليد خازندار
وليد خازندار شاعر فلسطيني من مواليد 1950.

## بداياته
ولد وليد خازندار في غزة، 1950، حيث حصل على شهاداته الابتدائيّة والإعداديّة والثانوية. حصل على شهادته الجامعيّة في القانون من جامعة بيروت العربية في لبنلن، 1978م. عاش في بيروت وعمل باحثاً في مركز الأبحاث الفلسطيني. حصل على درجة الدكتوراه في الفلسفة من جامعة لندن في بريطانيا، وعمل فيها محاضرًا عن الأدب الفلسطيني. عمل كذلك باحثًا في مركز البحوث في جامعة أكسفورد، وأسّس قاعدة بحثيّة في الأدب العربي باللغة الإنجليزيّة على الإنترنت.
يعد وليد خازندار "شاعراً بارزاً، ومن أكثر الشعراء الفلسطينيين دقة في صوره الشعرية ورفاهة إحساسه والتقاطه للتجربة في مناخها الأكثر شمولية. يمتاز شعره بالنضارة والجدة والاقتصاد في العبارة ولا يتقيد بالأوزان الشعرية العربية وهو يمزج بين العاطفة والقصد الدلالي، بين توتر العبارة الشعرية وتماسكها، بين أصالة استعاراته الشعرية والمقاربة الجديدة لموضوعاته بطريقة لم نشهدها كثيرا من قبل في الشعر العربي الحديث."

## مساره الشعري
بدأ يحقق مكانته الشعرية منذ مجموعته الأولى «أفعال مضارعة»، التي استقبلتها مقالات عديدة بالتقدير. كتب عن هذه المجموعة، على سبيل المثال لا الحصر، سعدي يوسف، الشاعر والكاتب والمترجم العراقي: «أظن التنويع على الصمت، هذا التنويع الذي يغرق المجموعة، سجيّة جديرة بالاعتزاز». وكتبت فريال غزول، الباحثة والناقدة والمترجمة العراقيّة: «أجد في كل قصائد ديوانه الأول أفعال مضارعة نقاءً شعرياً وهاجساً حِرفياً لا يناظره فيهما إلّا حِرفيو صعيد مصر وهم يصقلون المرمر الأسواني حتى يصير رقيقاً شفافا». وكتب راسم المدهون، الشاعر والكاتب الفلسطيني: «"أفعال مضارعة" مجموعة الشاعر وليد خازندار فرحتنا بها أنها تأخذنا إلى الشعر في وقت أخلد الكثيرون إلى وهم الاكتمال فذهبوا في نوم عميق».
ترسّخت مكانته الشعريّة منذ صدور مجموعته الثانية «غرف طائشة»، كما ورد في موقع «Poem Hunter»: «ورغم أن وليد خازندار لم ينشر حتى الآن سوى مجموعتين شعريتين: (أفعال مضارعة) 1986 و(غرف طائشة) 1992، إلا أننا لا نستطيع إلا أن نعده في طليعة الشعراء الحديثين في العالم العربي» وهذا ما ذهب إليه صبحي حديدي، الناقد والمترجم السوري: «ينفرد وليد خازندار عن عدد كبير من مجايليه الشعراء في أنه يبدي الكثير من العناد، والكثير أيضاً من الدأب الصامت البطيء، في الحفاظ علي أسلوبية متوازنة خاصة بدأها علي نحو تجريبي في مجموعته الأولى [أفعال مضارعة] [دار ابن رشد، بيروت 1986]، ثم تابع تطويرها مقترنة بقفزات ملموسة في الشكل والخيارات الإيقاعية في مجموعته الثانية [غرف طائشة] [دار فكر، بيروت 1992]، وهو اليوم يواصل تلك الأسلوبية في مجموعته [سطوة المساء] [بيسان للنشر والإعلام، بيروت 1996». وأشار إلى هذا سعد البازعي، المفكر والناقد والمترجم السعودي: «نحن هنا مع شاعر فلسطيني يقف في الطليعة بين الشعراء العرب المعاصرين، ويتصف، في عبارة سلمى الجيوسي، بأنه أحد أفضل "شعراء نهاية القرن". والواقع أن الإنسان لا يحتاج إلى شهادة من أحد للتعرف على قيمة شاعر بحجم خازندار، فهذه تفيض بها قصائده التي حملتها ثلاث مجموعات حتى الآن اطلعت على اثنتين منها، هما: أفعال مضارعة (بيروت: دار إبن رشد، 1986)، وغرف طائشة  (بيروت: دار فكر، 1992)».
توالت مجموعاته الشعريّة وشكّلت تجربة شعريّة متميّزة كما أشار محمد مظلوم، الشاعر والكاتب والمترجم العراقي، في دراسة له بعنوان «قراءة في تجربة وليد خازندار الشعريّة»، ورد فيها: «شخصيته الشعرية عصية على التصنيف ضمن مدارس «شعراء الأرض المحتلة» و«شعراء المقاومة» وما سمي «جيل الهوية» من معاصريه، ففي شعره اشتغالٌ وانشغالٌ بالتفاصيل الشخصية بقدرة لافتة على خلق صوته الخاص، عبر الحوار الشخصي المكثف، وتجربة التأمل الذاتي، وترجيحه على الشعر الهادر والصوت الصاخب، أما الصور المتلفعة بالكارثة المألوفة في الشعر الفلسطيني، فقد استبدل بها صور الأسى الشخصي، وعمق التجربة الذاتية الداخلية (...) ونبرته متعففة عن المنابر ومتخففة منها، فشعره يتسم بالإصغاء والهدوء أكثر من الضجيج والانفعال، وَيَشي أكثرَ مما يجهر، وهو يصغي إلى همس البشر الهامشيين وهسيس الأمكنة وتنهدات الأشياء الخبيئة، لاستكشاف الجانب الآخر المضمر من الحياة، والجانب الآخر من الموت أيضًا».